# Luis Martínez Castellanos
Luis Fernando Martínez Castellanos nació el 14 de diciembre de 1991 en Salamá, Baja Verapaz, Guatemala. Es un jugador de fútbol que actualmente milita en el Club Social y Deportivo Municipal de la Liga Nacional de Guatemala.

## Trayectoria

### Xelajú
Luis comenzó a jugar fútbol desde muy pequeño, de la ciudad de donde es oriundo. En 2012 Luis viene a Quetzaltenango Para hacer pruebas con las inferiores de  Xelajú Mario Camposeco en donde no dudan en dejarlo pertenecer a las filas del Xelajú Mario Camposeco ya que tiene características muy buenas, Luis jugó partidos con la categoría sub-20 del club, y es allí donde el entrenador del equipo mayor en ese entonces Hernan Medford decide ascender a Luis al equipo mayor para aportar de él al equipo, el buen nivel de Luis le ha favorecido, ya que con sus buenas condiciones, se ha dado a notar y ha sido uno de los convocados a Selección Nacional de Guatemala.
En el torneo clausura de 2012 de la mano del entrenador Hernán Medford, Luis consigue su primer título de Liga nacional con el Xelajú Mario Camposeco, Luis ha sabido ganarse el cariño de la afición Quetzalteca, aportando goles para el equipo, y ha demostrado el cariño que siente por el equipo Quetzalteco.

### Deportivo Guastatoya
El domingo 27 de mayo de 2018, Luis "El Salamá" Martínez se corona campeón consiguiendo su segundo título de Liga Nacional con el Deportivo Guastatoya, quién se convirtió en el sexto equipo de provincia que gana un título de la Liga Nacional de Fútbol de Guatemala, además, el cuadro "Pechoamarillo" es el que más rápido ha crecido en la máxima categoría del futbol guatemalteco; en sus 4 años en la liga mayor guatemalteca ha disputado 2 finales quedando subcampeón y en su tercera final coronándose campeón, enfrentándose con el club Xelajú Mario Camposeco teniendo marcador de ida 1 a 1 en el Estadio Mario Camposeco, y disputando la final de vuelta en el Estadio David Cordón Hichos con marcador final de 2 a 0 (Global 3 -1)

## Selección nacional
A nivel de selecciones nacionales ha sido convocado a micro ciclos con Selección de fútbol de Guatemala, donde fue tomado en cuenta por el entrenador Iván Franco Sopengo.
El jueves 15 de noviembre del 2018, fue convocado para la selección nacional por el director técnico Walter Claverí para disputar el partido amistoso contra la Selección de fútbol de Israel quedando con marcador final 7 a 0 a favor de Israel.
El miércoles 6 de marzo de 2019, es convocado por el mismo técnico, Claverí, para enfrentar a la Selección de El Salvador, partido que terminan perdiendo 3 goles a 1.
El viernes 22 de marzo del mismo año, disputa un partido contra la Selección de Costa Rica, convocado por el nuevo técnico, Amarini Villatoro, que Guatemala terminó ganando 1-0 en el Estadio Doroteo Guamuch Flores, en el que fue un jugador desequilibrante.
El martes 26 de marzo, en el tercer encuentro del mes para la selección chapina, enfrenta a la Selección de Nicaragua en tierras pinoleras, en donde "Salamá" fue autor del único tanto del partido, siendo este su primer gol con la bicolor y brindándole a Guatemala su segunda victoria consecutiva en la era Amarini.

## Clubes
| Club                   | País      | Año       |
| ---------------------- | --------- | --------- |
| Xelaju Mario Camposeco | Guatemala | 2012-2017 |
| C.D Guastatoya         | Guatemala | 2017-     |

### Campeonatos nacionales
| Título                               | Club                   | País      | Año           |
| ------------------------------------ | ---------------------- | --------- | ------------- |
| Liga Nacional de Fútbol de Guatemala | Xelajú Mario Camposeco | Guatemala | Clausura 2012 |
| Liga Nacional de Fútbol de Guatemala | Deportivo Guastatoya   | Guatemala | Clausura 2018 |
| Liga Nacional de Fútbol de Guatemala | Deportivo Guastatoya   | Guatemala | Apertura 2018 |
| Liga Nacional de Fútbol de Guatemala | Deportivo Guastatoya   | Guatemala | Apertura 2020 |